# Artigues (Ariège)
Artigues è un comune francese di 59 abitanti situato nel dipartimento dell'Ariège nella regione dell'Occitania.

## Società

### Evoluzione demografica
Abitanti censiti